# 李度 (1965年)
李度（英語：Lesley Li，1965年6月27日—），台灣女歌手，於1988年發行第一張專輯「激盪著我」便深受好評。與周華健合唱多首膾炙人口的歌：例如「何時夢醒」、「難以抗拒」等歌曲。長期在Live House駐唱，除了演唱實力備受肯定，也曾擔任電台主持與歌唱評審，擁有相當豐富的演藝經歷。

## 音樂作品
- 1988年：發行第一張專輯《激盪著我》(喜瑪拉雅唱片)。
- 1989年：發行第二張專輯《裙擺飛揚》(喜瑪拉雅唱片)。
- 1994年：發行第三張專輯《寧願做個傻女人》(滾石唱片)。
- 1995年：發行第四張專輯《好想好好》(滾石唱片)。謝瑞麟珠寶《愛一個人 恨一個人》廣告歌曲。
- 1996年：發行第五張專輯《為愛犯了罪》(滾石唱片)。
- 1997年：發行第六張專輯《夠了》(滾石唱片)。
- 2000年：發行第七張專輯《尋他千百度》(滾石唱片)。
- 2007年：錄製mymbox音樂網 全新單曲《傾城》。
- 2008年：《傾城》單曲發行。
- 2010年：發行合輯《星光音樂匯》(藝見傳播)。
- 2011年：演唱大愛戲劇《守著你的我》片尾曲-『人生的寄金簿』。
- 2018年：數位合輯《音樂合III》，收錄單曲『想哭別聽音樂』、『想你到天黑』、『平行世界』(海蝶音樂)。

## 演唱會／活動
- 1993年：擔任周華健《今夜陽光燦爛》台北演唱會 特別嘉賓。
- 1994年：擔任周華健《風雨無阻》台灣、馬來西亞、新加坡巡迴演唱會 特別嘉賓。
- 1995年：舉辦《我愛普通話》香港演唱會。
- 1996年：周華健五場香港演唱會共同演出，李度個人校園巡迴談唱會10場。
- 1997年：於國際會議中心(TICC)舉辦李度《獨立》個人演唱會。李度個人校園巡迴演唱會20場。新加坡腎臟基金會籌款演唱會。麗星郵輪演唱。無印良品台北演唱會嘉賓。萬芳台北演唱會共同演出。
- 1999年：《情牽女人心》大陸巡迴演唱會（武漢、成都、北京、上海）。
- 2003年：麗星郵輪-白羊星號演唱。《音樂蒙太奇》西洋金曲演唱會。
- 2004年：「TOYOTA星空夜雨爵士夜」共八場演出。
- 2005年：台中市政府「 94年台中春日藝術節」演出。麗星郵輪演唱。
- 2006年：馬來西亞星洲華教義演。
- 2010年：《滾石30》台北演唱會。《星期三不加班！星光音樂匯》台北華山Legacy演唱會。台北《愛.關懷.地球慈善演唱會》。
- 2012年：馬來西亞《Tiger星洲華教義演》巡迴演出。大陸江蘇連續六場活動演出。
- 2013年：台北《民歌演唱會》。
- 2014年：新加坡《走過歲月的歌5》演唱會。四川成都《這城市有愛．三元的幸福》公益活動。
- 2015年：台灣《Shining The Life》公益演唱會。
- 2017年：台灣原創音樂劇《家．書》大陸巡演27場。
- 2018年：台灣原創音樂劇《爸爸的信》大陸巡演共30場。
- 2019年：新加坡《那些年的歌6》演唱會。

## 節目主持
- 2000年：古都電台《夢公園》節目主持。
- 2001年：台北之音電台《台北大歌廳》節目主持。
- 2006年：山東衛視歌唱評審。
- 2007年：河南衛視《音樂男女》選秀表演嘉賓及評審。
- 2010年：中視《金曲超級星2》與“林世千”合唱『SometimesWhen We Touch』廣受好評。

## 其他
- 2010年：出席知名服裝設計師Jamei Chen《無可救藥的流浪基因》服裝秀。

## 獎項紀錄
| 年份   | 頒獎典禮    | 獎項           | 入圍者 | 作品                       | 結果 |
| ------ | ----------- | -------------- | ------ | -------------------------- | ---- |
| 1990年 | 第2屆金曲獎 | 最佳作詞人獎   | 紀凱慶 | 〈裙擺飛揚〉               | 提名 |
| 1990年 | 第2屆金曲獎 | 最佳編曲人獎   | 張弘毅 | 〈裙擺飛揚〉               | 提名 |
| 1990年 | 第2屆金曲獎 | 最佳編曲人獎   | 陳宇寰 | 〈沙漠、駱駝、男人、女人〉 | 提名 |
| 1990年 | 第2屆金曲獎 | 最佳年度歌曲獎 | 李度   | 〈沙漠、駱駝、男人、女人〉 | 提名 |
| 1990年 | 第2屆金曲獎 | 最佳作曲人獎   | 張弘毅 | 〈沙漠、駱駝、男人、女人〉 | 提名 |
| 1996年 | 第7屆金曲獎 | 新人獎         | 李度   | 《好想好好》               | 提名 |

## 外部連結
- 李度的Facebook專頁
- 李度 （页面存档备份，存于）的新浪微博
- 藝見傳播-李度 （页面存档备份，存于）